# قطعنامه ۹۹۷ شورای امنیت
قطعنامه ۹۹۷ شورای امنیت سازمان ملل متحد که در تاریخ ۰۹ ژوئن ۱۹۹۵ تصویب شد، سندی بین‌المللی دربارهٔ رواندا است. این قطعنامه طی نشست ۳۵۴۲ام با ۱۵ رای موافق، ۰ مخالف و ۰ ممتنع تصویب شد.